# Novochares
Novochares (лат.) — род жуков-водолюбов подсемейства из Acidocerinae (Hydrophilidae). Около 50 видов.

## Распространение
Неотропика. Встречается от Мексики до Аргентины, а также на Карибских островах. Один вид (N. sallaei) известен из Флориды, куда он был предположительно завезён (Young 1954; Epler 2010), однако анализ данных позволяет предположить, что он, скорее всего, является аборигенным для США.

## Описание
Жуки-водолюбы мелких размеров, длина тела от 4,2 до 9,5 мм. Тело вытянуто-овальное, в целом умеренно выпуклое, с почти плоским дорсальным контуром вдоль передней 1/2 надкрылий или несколько равномерно изогнутым. Окраска обычно равномерно тёмно-коричневая, иногда оранжевая или бледно-коричневая, часто бледнее по краям; опаловый блеск часто встречается у крупных и более тёмных видов; пунктировка грунта от очень мелкой до умеренно выраженной. Форма головы трапециевидная. Глаза относительно крупные, не выпячены вперёд, обычно выступают за контур головы. Клипеус трапециевидный, передний край широко и округло выемчатый, иногда заметна мембранозная предклипеальная область. Лабрум полностью обнажён. Ментум с боковыми продольными бороздками, боковыми косыми гребнями и поперечными бороздками по переднемедиальному краю. Усики с 9 антенномерами; купула сильно асимметричная, с округлым контуром; антенномер 9 немного или в 2 раза длиннее антенномера 7. Максиллярные щупики тонкие, умеренно длинные, от 0,8 (N. pastinum) до 1,8× (N. yanomami) ширины головы; внутренний край максиллярнного пальпомера 2 слабо и равномерно изогнут или почти прямой, внешний край равномерно изогнут или изогнут вдоль апикальной 1/2; максиллярнный пальпомер 3 немного длиннее 4.
Простернум от плоского до широко и слабо выпуклого. Надкрылья без сутуральных полос, с пунктировкой, обычно неглубоко выраженной; по срединной линии каждого надкрылья обычно не менее одного ряда пунктур, часто с заметными рядами по боковым и задним краям надкрылий; иногда видны серийные точки по задней 1/2 надкрылий. Задний край мезовентрита, как правило, просто выпуклый, иногда выпуклость вдавлена назад; выпуклость часто выдаётся вперёд в виде низкого, блестящего и голого продольного гребня; анаплевральные швы вогнуты, разделены по переднему краю расстоянием 0,6—0,9× ширины переднего края мезепистернума. Метавентрит с медиальным голым пятном, иногда очень узким и простирающимся по всей длине метавентрита. Передние голени с шипами переднего ряда, крайне редуцированными до мелких вдавленных зубчиков. Задние бёдра с хорошо развитыми голенными бороздками; гидрофобное опушение покрывает базальные 6/7 передней поверхности. Членики лапок 1—4 с длинными, толстыми и довольно густыми волосками на вентральной поверхности, иногда только с рядами коротких шипиков на метатарсомерах 2—4; метатарсомер 2 такой же длины или немного длиннее 5 и как 3 и 4 вместе взятые.
Пятый брюшной вентрит апикально выемчатый, с бахромой коротких волосков. Эдеагус разделён; парамеры отделены друг от друга на большей части длины; срединная доля разделена на дорсальную и вентральную пластинки; дорсальная пластинка обычно сильно склеротизирована и удлинена, часто раздвоена или имеет иную форму вдоль апикальной области; вентральная пластинка иногда редуцирована, обычно простая и переменной длины; базальная часть на 0,3× или менее длины парамеров, обычно хорошо заметна; гонопор обычно хорошо заметен.

## Экология
Представители рода занимают широкий спектр водных местообитаний, включая как непроточные стоячие, так и проточные водоёмы. Наиболее часто собираемые виды (например, виды группы N. abbreviatus) обычно связаны с открытыми болотами и топями, где они также могут привлекаться светом, иногда в большом количестве. Многие виды также встречаются в лесных водоёмах и болотах, содержащих большое количество детрита. Они также могут быть многочисленны в детритовых водоёмах в пересыхающих руслах ручьёв или по краям медленно текущих или спокойных ручьёв. Несколько видов Novochares могут одновременно встречаться в одном и том же месте обитания.

## Неполовозрелые стадии
Самки большинства, если не всех, видов рода носят яйцевые оболочки под брюшком, что характерно и для других родов группы Helochares (например, неотропических Aulonochares, Radicitus и Sindolus). К настоящему времени описаны неполовозрелые стадии (яйца, личинки, куколки) только у вида N. pallipes.

## Классификация
В составе Novochares описано около 50 видов. Виды водолюбов Нового Света, которые ранее были отнесены к номинативному подроду Helochares Mulsant, 1844, на самом деле образуют неродственную кладу, которую в 2021 году описали как отдельный род Novochares Girón & Short, 2021 из подсемейства Acidocerinae (Hydrophilidae).
- Novochares abbreviatus (Fabricius, 1801):[7] Аргентина, Боливия, Бразилия, Венесуэла, Колумбия, Коста-Рика, Куба, Малые Антильские острова, Панама, Парагвай, Суринам, Французская Гвиана.
- Novochares aperito Short et Girón, 2023 (Боливия)[1]
- Novochares atlanticus (Clarkson and Ferreira-Jr., 2014): Бразилия[8]
- Novochares atratus (Bruch, 1915): Аргентина, Бразилия, Колумбия, Эквадор [in doubt]; Парагвай[9][10]
- Novochares baca Short et Girón, 2023 (Бразилия, Эквадор, Перу, Суринам)[1]
- Novochares bidens Short et Girón, 2023 (Бразилия)
- Novochares bisinuatus Short et Girón, 2023 (Бразилия)
- Novochares bolivianus (Fernández, 1989): Боливия[11]
- Novochares carmona (Short, 2005): Коста-Рикаa[12]
- Novochares chaquensis (Fernández, 1982): Аргентина, Бразилия[13]
- Novochares clavieri Short et Girón, 2023 (Бразилия, Французская Гвиана, Перу)
- Novochares cochlearis (Fernández, 1982): Аргентина, Парагвай[13]
- Novochares coya (Fernández, 1982): Боливия[13]
- Novochares danta Short et Girón, 2023 (Венесуэла)
- Novochares dentatus Short et Girón, 2023 (Эквадор, Венесуэла)
- Novochares dicranospathus Short et Girón, 2023 (Перу)
- Novochares duo Short et Girón, 2023 (Бразилия, Французская Гвиана, Гайана, Суринам, Венесуэла)
- Novochares fernandezae Short et Girón, 2023 (Бразилия, Перу, Венесуэла)
- Novochares florifer Short et Girón, 2023 (Бразилия)
- Novochares danfurcatusta Short et Girón, 2023 (Бразилия)
- Novochares garciai Short et Girón, 2023 (Венесуэла)
- Novochares garfo Short et Girón, 2023 (Бразилия)
- Novochares geminus Short et Girón, 2023 (Бразилия)
- Novochares guadelupensis (d’Orchymont, 1926): Гваделупа[14]
- Novochares inornatus (d’Orchymont, 1926): Бразилия, Французская Гвиана, Гайана[14]
- Novochares kawsay Short et Girón, 2023 (Эквадор, Перу)
- Novochares latus Short et Girón, 2023 (Бразилия)
- Novochares minor Short et Girón, 2023 (Перу, Суринам, Венесуэла)
- Novochares mojenos Short et Girón, 2023 (Боливия)
- Novochares mura Short et Girón, 2023 (Бразилия)
- Novochares oculatus (Sharp, 1882): Аргентина, Бразилия, Коста-Рика, Гватемала, Панама[15]
- Novochares orchis Short et Girón, 2023 (Бразилия, Французская Гвиана, Суринам)
- Novochares pallipes (Brullé, 1841): Аргентина, Бразилия, Парагвай, Уругвай[16]
- Novochares pastinum Short et Girón, 2023 (Эквадор)
- Novochares pertusus Short et Girón, 2023 (Бразилия)
- Novochares piaroa Short et Girón, 2023 (Венесуэла)
- Novochares pichilingue (Fernández, 1989): Эквадор[11]
- Novochares pilatus Short et Girón, 2023 (Венесуэла)
- Novochares pume Short et Girón, 2023 (Венесуэла)
- Novochares punctatostriatus Short et Girón, 2023 (Бразилия, Французская Гвиана, Гайана, Перу, Суринам)
- Novochares quadrispinus Short et Girón, 2023 (Бразилия, Гайана, Суринам)[1]
- Novochares sallaei (Sharp, 1882): США (Флорида). Белиз, Коста-Рика, Мексика[15]
- Novochares spangleri Short et Girón, 2023 (Перу)
- Novochares tambopatense Short et Girón, 2023 (Перу)
- Novochares tectiformis (Fernández, 1982): Аргентина, Бразилия, Парагвай, Венесуэла[13]
- Novochares tenedor Short et Girón, 2023 (Гайана, Венесуэла)
- Novochares triangularis Short et Girón, 2023 (Боливия, Бразилия, Парагвай)
- Novochares tridentis Short et Girón, 2023 (Бразилия)
- Novochares trifurcatus Short et Girón, 2023 (Перу)
- Novochares unguis Short et Girón, 2023 (Боливия, Перу)
- Novochares xingu Short et Girón, 2023 (Бразилия)
- Novochares yanomami Short et Girón, 2023 (Венесуэла)
- Novochares yora Short et Girón, 2023 (Перу)[1]